# Tour médiévale de Mescalprès
La tour médiévale de Mescalprès est un monument historique situé à Mescalprès, sur le territoire de la commune de Saint-Martin-le-Redon dans le Lot (Occitanie).

## Historique
Aucun document ne permet de préciser l'origine de cette tour.
La tour de Mescalprès a été érigée au début du XIVe siècle, avant le début de la guerre de Cent Ans dans le bois qui couvrent la vallée de la Thèze par des chevaliers pour protéger, avec les tours de Guiral et de Marnac, le castrum de Pestillac. La tour était protégée par une enceinte qui a disparu. Il est possible que la tour n'ait plus été occupée après la fin de la guerre de Cent Ans. La carte de Cassini de la seconde moitié du XVIIIe siècle mentionne un hameau avec un château en ruines. Le plan cadastral de 1837 ne montre plus que la tour.
L'édifice a été classé au titre des monuments historiques le 29 octobre 1995,.

## Description
Un logis était adossé à la tour carrée comme le montrent les arrachements visibles sur la tour. 
Cette tour haute de cinq niveaux (un sous-sol, 3 étages puis un étage de combles) était destinée à la défense avec des archères cruciformes. Mais, comme le montrent les cheminées, les éviers et les fenêtres, elle était aussi une résidence. Son couronnement a été réalisé avec un dispositif affecté à l'usage de colombier.